# Muse-Klasse
Die Muse-Klasse ist eine Klasse von Kreuzfahrtschiffen von Silversea Cruises. Sie entstanden auf der italienischen Werft Fincantieri. Die Schiffe fahren unter der Flagge der Bahamas mit Heimathafen Nassau.

## Geschichte

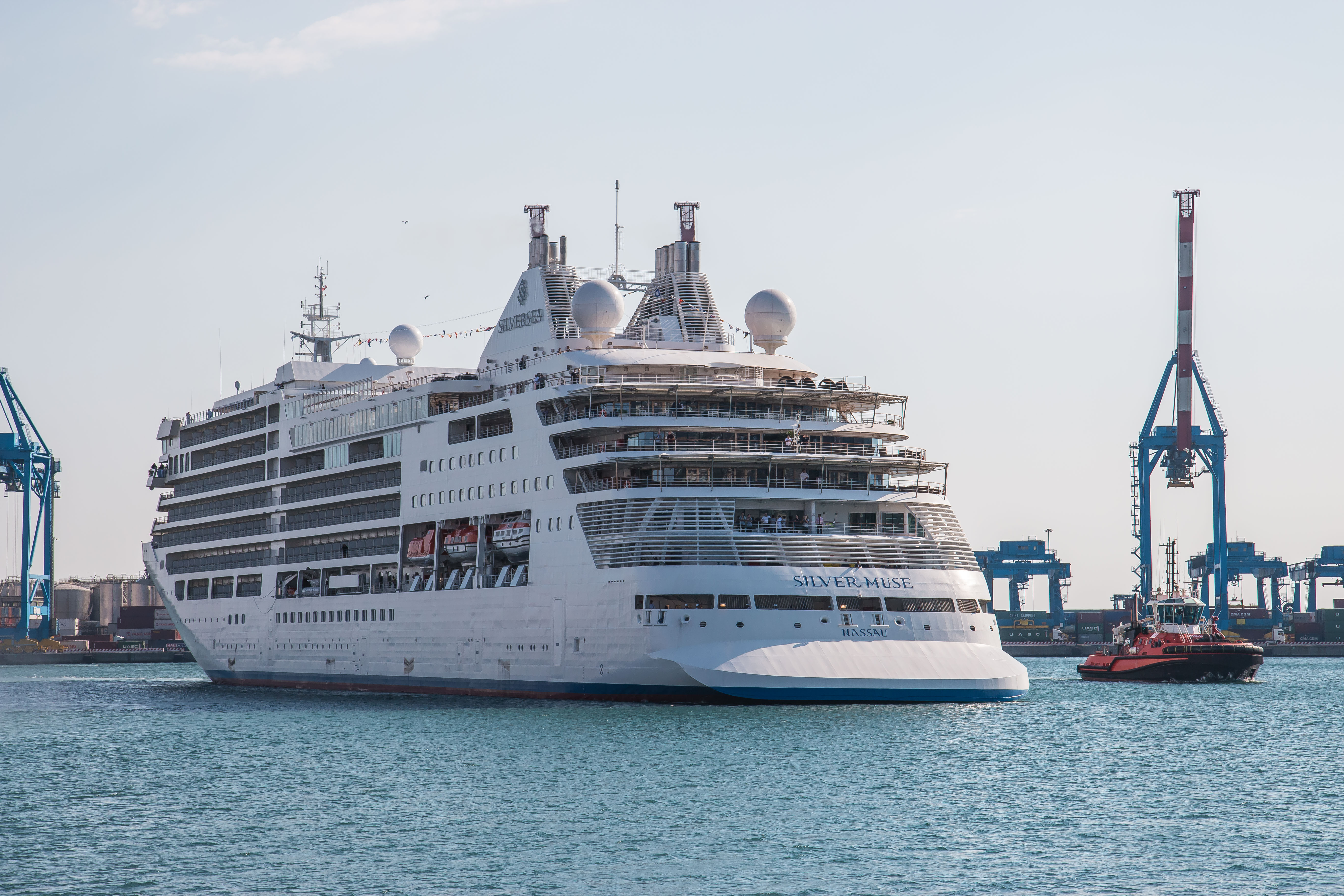
Heckansicht

Die Bestellung des ersten Schiffes, der Silver Muse, bei der Werft Fincantieri wurde im Juli 2015 öffentlich. Der Bau des auf der Werft in Sestri Ponente entstandenen Schiffes begann am 24. Juli 2015. Das Schiff wurde am 10. Dezember 2015 auf Kiel gelegt. Am 1. Juli 2016 fand das Aufschwimmen statt. Das Schiff wurde am 3. April 2017 an die Reederei übergeben.
Im September 2017 folgte die Bestellung eines weiteren Schiffes, der Silver Moon, mit geplanter Ablieferung im Jahr 2020. Das Schiff entstand auf der Werft in Ancona. Das Schiff wurde im Februar 2019 auf Kiel gelegt und im August 2019 zu Wasser gelassen. Die Silver Moon wurde am 30. Oktober 2020 abgeliefert.
Im Mai 2018 folgte schließlich die Bestellung eines dritten Schiffes, der Silver Dawn, mit geplanter Ablieferung im vierten Quartal 2021. Das Schiff wurde im November 2021 auf der Fincantieri-Werft in Ancona abgeliefert.
Die Baukosten betrugen pro Schiff rund 400 Mio. $.

## Technische Daten
Der Antrieb der Schiffe erfolgt dieselelektrisch. Für die Stromerzeugung stehen vier Dieselgeneratorsätze zur Verfügung. Die Generatoren werden von vier Wärtsilä-Dieselmotoren des Typs 9L38 mit jeweils 6525 Kilowatt Leistung angetrieben. Zusätzlich wurde ein Notgenerator verbaut. Die Antrieb erfolgt durch zwei Elektromotoren mit jeweils 8500 Kilowatt Leistung, die zwei Festpropeller antreiben.

## Die Schiffe
| Muse-Klasse | Muse-Klasse | Muse-Klasse | Muse-Klasse | Muse-Klasse               | Muse-Klasse |
| Name        | IMO-Nummer  | Baunr.      | Baujahr     | Eigner                    | Status      |
| ----------- | ----------- | ----------- | ----------- | ------------------------- | ----------- |
| Silver Muse | 9784350     | 6226        | 2017        | Silversea Cruises         | so in Fahrt |
| Silver Moon | 9838618     | 6279        | 2020        | Silversea New Build Seven | so in Fahrt |
| Silver Dawn | 9857937     | 6280        | 2021        | Hai Xing 1702             | so in Fahrt |

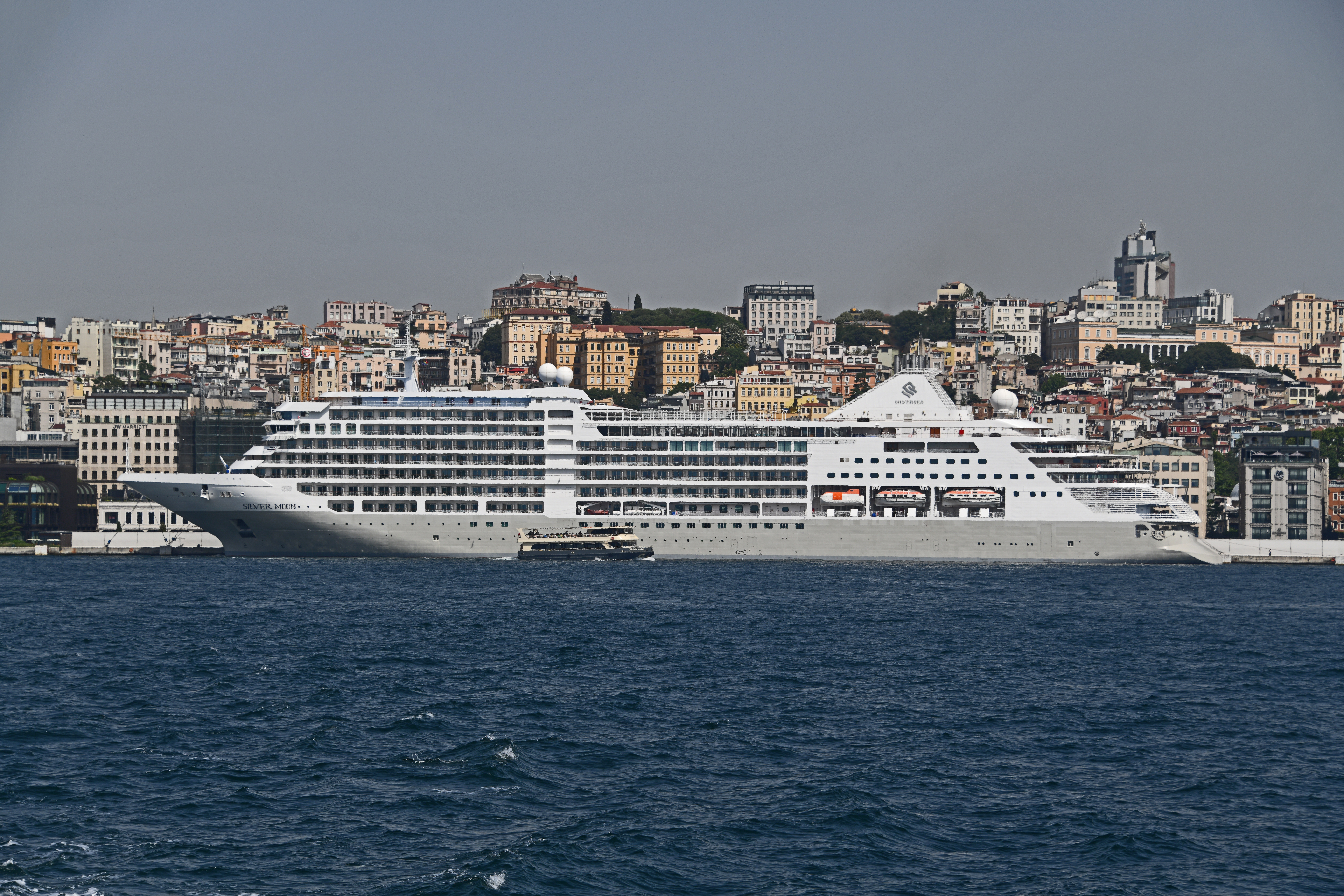
Silver Moon am Galataport
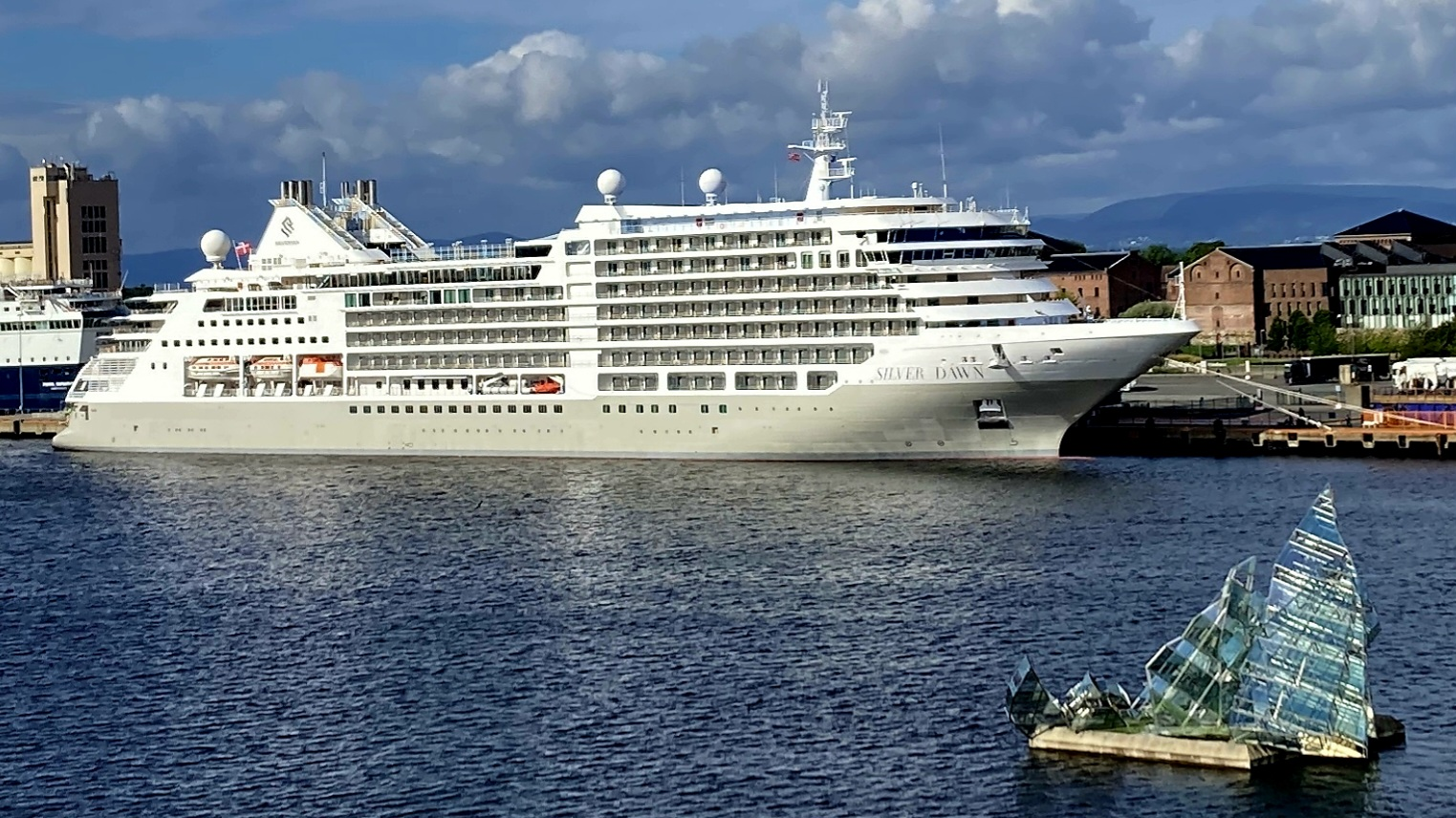
Silver Dawn in Oslo